# Plantensociologische nomenclatuur
De plantensociologische nomenclatuur is de formele (wetenschappelijke) naamgeving van plantengemeenschappen (syntaxa). Deze wordt geregeld door het vegetatiekundige wetboek de International Code of Phytosociological Nomenclature (ICPN).
Een wetenschappelijke syntaxonnaam is vernoemd naar één of twee taxa, meestal soorten. In het geval van een vernoeming van twee soorten uit andere geslachten wordt de naam opgedeeld door een koppelteken direct na het suffix, bijvoorbeeld in Rubo-Origanetum (associatie van dauwbraam en marjolein). Wanneer een syntaxonnaam is vernoemd naar twee soorten uit hetzelfde geslacht (wat maar zelden voorkomt) wordt het koppelteken niet achter het suffix geplaatst maar in het epitheton, bijvoorbeeld bij Caricetum trinervi-nigrae (associatie van drienervige en zwarte zegge).

## Syntaxonomische rangen
Elke syntaxonomische rang is te herkennen aan een specifiek suffix in de wetenschappelijke naam van het syntaxon. Men schrijft wetenschappelijke namen van syntaxa (ongeacht hun rang) cursief. Een eventuele auteursaanduiding van het syntaxon worden daarentegen niet cursief geschreven, en van oudsher veelal in kleinkapitalen.

### Klassen
De hoogste syntaxonomische rang, een klasse, is te herkennen aan het suffix -etea in de wetenschappelijke naam.
Voorbeeld: Parvocaricetea (klasse van kleine zeggen).
Een wetenschappelijke naam van een klasse is een meervoudig begrip (net als die van een familie in de taxonomie). Zo spreekt men van dé Parvocaricetea.

### Orden
Een orde krijgt het suffix -etalia in de wetenschappelijke naam.
Voorbeeld: Calluno-Ulicetalia (struikhei-orde).
Een wetenschappelijke naam van een orde is een meervoudig begrip (net als die van een familie in de taxonomie). Zo spreekt men van dé Calluno-Ulicetalia.

### Verbonden
Een verbond heeft in de wetenschappelijk naam het suffix -ion.
Voorbeeld: Mesobromion (verbond van matig droge kalkgraslanden).
Een wetenschappelijke naam van een verbond is een enkelvoudig begrip (net als die van genera van planten in de taxonomie). Zo spreekt men van hét Mesobromion.

### Associaties
Een associatie heeft in de wetenschappelijk naam het suffix -etum.
Voorbeeld: Valeriano-Filipenduletum (associatie van moerasspirea en echte valeriaan).
Een wetenschappelijke naam van een associatie is een enkelvoudig begrip (net als die van soort in de taxonomie). Zo spreekt men van hét Valeriano-Filipenduletum.

### Subassociaties
Een subassociatie kan drie typen wetenschappelijke namen hebben. Dit kan het suffix -etosum zijn of de toevoeging typicum of inops. Het woord typicum ('typisch') wordt gebruikt om de typische subassociatie aan te duiden. Het woord inops ('arm') wordt gebruikt om een soortenarme subassociatie aan te duiden.
Voorbeelden:
- Irido-Salicetum menthetosum (het lissen-ooibos van de subassociatie met watermunt)
- Echio-Melilotetum typicum  (de typische subassociatie van de honingklaver-associatie)
- Urtico-Aegopodietum inops  (de arme subassociatie van de zevenblad-associatie)

### Varianten
Een variant heeft in de wetenschappelijk naam het suffix -iosum.
Voorbeeld: Hyperphyscietum adglutinatae diploiciosum canescentis.

## Afgeleide gemeenschappen

### Rompgemeenschappen
Rompgemeenschappen worden in hun formele naam gevormd door de afkorting 'RG' met daaropvolgend het naamgevende, dominante taxon (soms kunnen dit er ook twee zijn) gevolgd door een koppelteken met daarnaast een verbond, orde of klasse tussen vierkante haakjes. Soms kunnen er meerdere verbonden, orden of klassen tussen de vierkante haakjes komen.

### Derivaatgemeenschappen
Derivaatgemeenschappen worden in hun formele naam gevormd door de afkorting 'DG' met daaropvolgend het naamgevende, dominante taxon gevolgd door een koppelteken met daarnaast een verbond, orde of klasse tussen vierkante haakjes. Soms kunnen er meerdere verbonden, orden of klassen tussen de vierkante haakjes komen.
Voorbeelden:
- DG Impatiens glandulifera-[Salicion albae/Alno-Padion]
- DG Rhododendron ponticum-[Quercetea robori-petraeae]

## Auteursaanduidingen
De auteurscitatie in de wetenschappelijke namen van syntaxa kennen een minder vast karakter dan die van de standaardaanduidingen van taxa in de botanische nomenclatuur volgens de IPNI. Het gebruik van een andere, nog kortere afkorting voor een auteur is in de plantensociologische nomenclatuur toegestaan.
Zo wordt bijvoorbeeld Wilhelm Lohmeyer in de plantensociologische nomenclatuur vaak afgekort tot Lohm. terwijl volgens de IPNI zijn standaardaanduiding W.Lohmeyer is. Wanneer er in een auteursaanduiding een tussenvoegsel is opgenomen (bijvoorbeeld bij 'Du Rietz' of 'Den Held') wordt het tussenvoegsel met hoofdletter geschreven, zoals bijvoorbeeld in de syntaxonnaam Flavoplacetum marinae Du Rietz ex Klem. 1955.

### Toevoegingen
In de auteursreferenties van syntaxa komen relatief veel afkortingen van opmerkingen en termen voor. Deze toevoegingen zijn van cruciaal belang voor de status van de syntaxonnaam. 
Wanneer een auteur de syntaxonomische afgrenzing en/of de inhoud van een bestaand syntaxon heeft gewijzigd zonder dat dit leidde tot het opstellen van een nieuwe eenheid, wordt achter de syntaxonnaam de afkorting em. geplaatst. Dit is een afkorting van emendavit (Nederlands: hij/zij heeft veranderd).
Wanneer een auteur een ongeldig syntaxon geldig maakt ('valideert') en daarbij de oorspronkelijke syntaxonnaam handhaaft, noteert men de naam van de eerste auteur, gevolgd door de toevoeging ex (Nederlands: van).

## Nederlandse naamgeving
Voor ten minste alle syntaxa die in Nederland en Vlaanderen voorkomen zijn ook triviale (Nederlandse) namen in gebruik. Net zoals in de wetenschappelijke naamgeving van syntaxa worden verscheidene manieren gebruikt om een naam van een syntaxon ergens naar te vernoemen.
Meestal worden syntaxa in het Nederlands vernoemd naar een of meer diagnostische soorten en/of genera. Wanneer een syntaxon wordt vernoemd naar een taxon dat uit één woord bestaat, wordt de syntaxonnaam gevormd door deze taxonnaam met daarachter een koppelteken gevolgd door de desbetreffende syntaxonomische rang. Enkele voorbeelden hiervan zijn: slijkgroen-associatie, dophei-verbond, muurleeuwenbek-orde en zeekraal-klasse. Wanneer de taxonnaam bestaat uit meerdere woorden, wordt de syntaxonnaam gevormd door de naam van de syntaxonomische rang met daarachter 'van' gevolgd door de taxonnaam waarnaar deze is vernoemd. Enkele voorbeelden hiervan zijn: associatie van gewone dophei, verbond van gewoon kweldergras, orde van grote klaproos en klasse van gladde witbol en havikskruiden.